# A Tale of Two Cities (1935)
A Tale of Two Cities (bra: A Queda da Bastilha) é um filme norte-americano de 1935, do gênero drama, dirigido por Jack Conway  e estrelado por Ronald Colman e Elizabeth Allan.

## Produção
O produtor David O. Selznick, rival de Irving Thalberg na MGM, sempre procurou ser fiel às obras clássicas que produziu para o cinema. Por isso, apesar do sucesso de David Copperfield e A Tale of Two Cities, ele se lamentava por não poder contar com o próprio Charles Dickens na adaptação de seus livros para a tela grande. Ainda assim, dentre as muitas versões do romance do célebre escritor para o cinema e a TV (1911, 1935, 1958, 1980, 1984, 1989 e 2007), esta é, inquestionavelmente, a melhor.
O filme é o ponto mais alto da carreira de Jack Conway, diretor que entendia de maquiagem masculina e ajudou Ronald Colman (sem o característico bigode) a criar um personagem nunca mais tão bem retratado nas telas. Não é à toa que Ken Wlaschin coloca A Tale of Two Cities como um dos onze melhores filmes do ator. Outro destaque do elenco impecável é a estrela do teatro Blanche Yurka, que cria uma inesquecível Madame Defarge.
Para as sangrentas cenas de multidões à solta nas ruas de Paris, foram empregados 17 000 extras. As sequências da tomada da Bastilha foram dirigidas por Val Lewton e Jacques Tourneur.
Apesar de todo o luxo e cuidado da produção, A Tale of Two Cities recebeu apenas duas indicações ao Oscar, nas categorias de Melhor Filme e Melhor Edição, não tendo vencido em nenhuma. Sucede que os esforços da MGM naquele ano estavam concentrados em outro filme -- The Great Ziegfeld, que arrebatou três estatuetas entre as sete que disputava. Contudo, para Selznick, este foi mais um passo que o levaria ao topo de sua carreira, atingido poucos anos mais tarde com Gone with the Wind.

## Premiações
| Patrocinador | Prêmio | Categoria                  | Situação |
| ------------ | ------ | -------------------------- | -------- |
| Academia     | Oscar  | Melhor Filme Melhor Edição | Indicado |

- Film Daily: Dez Melhores Filmes de 1935

## Elenco
| Ator/Atriz          | Personagem            |
| ------------------- | --------------------- |
| Ronald Colman       | Sydney Carton         |
| Elizabeth Allan     | Lucie Manette         |
| Edna May Oliver     | Senhorita Pross       |
| Reginald Owen       | Stryver               |
| Basil Rathbone      | Marquês St. Evremonde |
| Blanche Yurka       | Madame Defarge        |
| Henry B. Walthall   | Doutor Manette        |
| Donald Woods        | Charles Darnay        |
| Walter Catlett      | Barsad                |
| Fritz Leiber        | Gaspard               |
| H. B. Warner        | Gabelle               |
| Mitchell Lewis      | Ernest Defarge        |
| Claude Gillingwater | Jarvis Lorry          |
| Billy Bevan         | Jerry Cruncher        |
| Isabel Jewell       | Costureira            |